# ルビー・シェア
ルビー・シェア （Rubby Sherr, 1913年9月14日 - 2013年7月8日）は、アメリカの核物理学者。第二次世界大戦中にマンハッタン計画に参加し、最初の核兵器の主要部分を共同開発した。学者生活はおよそ80年にも及び、そのうち40年間はプリンストン大学にいた。

## 幼年期と教育
シェアは1913年にニュージャージー州ロングブランチに住むリトアニア移民のもとに生まれた。レイクウッド高校を卒業後、母の命令でニューヨーク大学へ通い、1934年に物理学の学士を取得した。その後プリンストン大学で学び、1938年に物理学の博士号を取得した。

## マンハッタン計画
1942年にMITの放射線研究所に参加し、新しい空中レーダーシステムの開発に取り組んだ。1944年、最初の核兵器を作ることを任されたマンハッタン計画に参加した。クラウス・フックスとともに爆弾の誘発メカニズムの重要な要素であるフックス・シェルポロニウム・ベリリウム調節中性子開始剤を開発した。1945年7月16日、ニューメキシコ州でのトリニティ実験に出席した。彼は後に実験中に考えたことを思いだし「『これはいかなるものよりも最高の科学実験だ』と思ったが確かに最大のものだった。それから実際に動いたということで恐怖は収まった。そして何人かが恐れていた大気が発火するということが起きていないという安堵がやってきた」と語っている。

## 学者生活
プリンストン大学で1946年に助教授、1949年に准教授、1955年に教授となった。1953年に、ベータ崩壊現象の理論的説明であるフェルミ相互作用の実験的証拠を提供した。1955年から1971年にかけて原子力委員会と契約した原子力研究計画を率い、1970年のプリンストンのAVFサイクロトロンの開発を監督した。1982年にプリンストンを退官したが、死ぬまで研究コミュニティで活発な活動を続けた。彼はそのキャリアの中で100以上の記事を科学ジャーナルに投稿した。

## 個人生活
リタ・パット・シェアと結婚し、2人の娘を持った。妻の死後の1998年、ペンシルバニア州ハーバーフォードのリタイアメント・コミュニティに移り、死ぬまでそこで生活した。空き時間には熱心にフライフィッシングやバードウォッチングをし、友人に音楽学者アラン・ローマックスを数えるフォーク音楽愛好家であった。2013年7月8日に99歳で亡くなった。娘たちと孫娘を残している。